# Дубовая Роща (Оренбургская область)
 Дубовая Роща  — село в Новосергиевском районе Оренбургской области. Входит в состав Платовского сельсовета.

## География
Находится на расстоянии примерно 23 километра по прямой на юго-восток от районного центра поселка Новосергиевка.

## Население
Население составляло 14 человек в 2002 году (79% русские), 14 по переписи 2010 года.